# 錫爾伯洛赫巴赫河

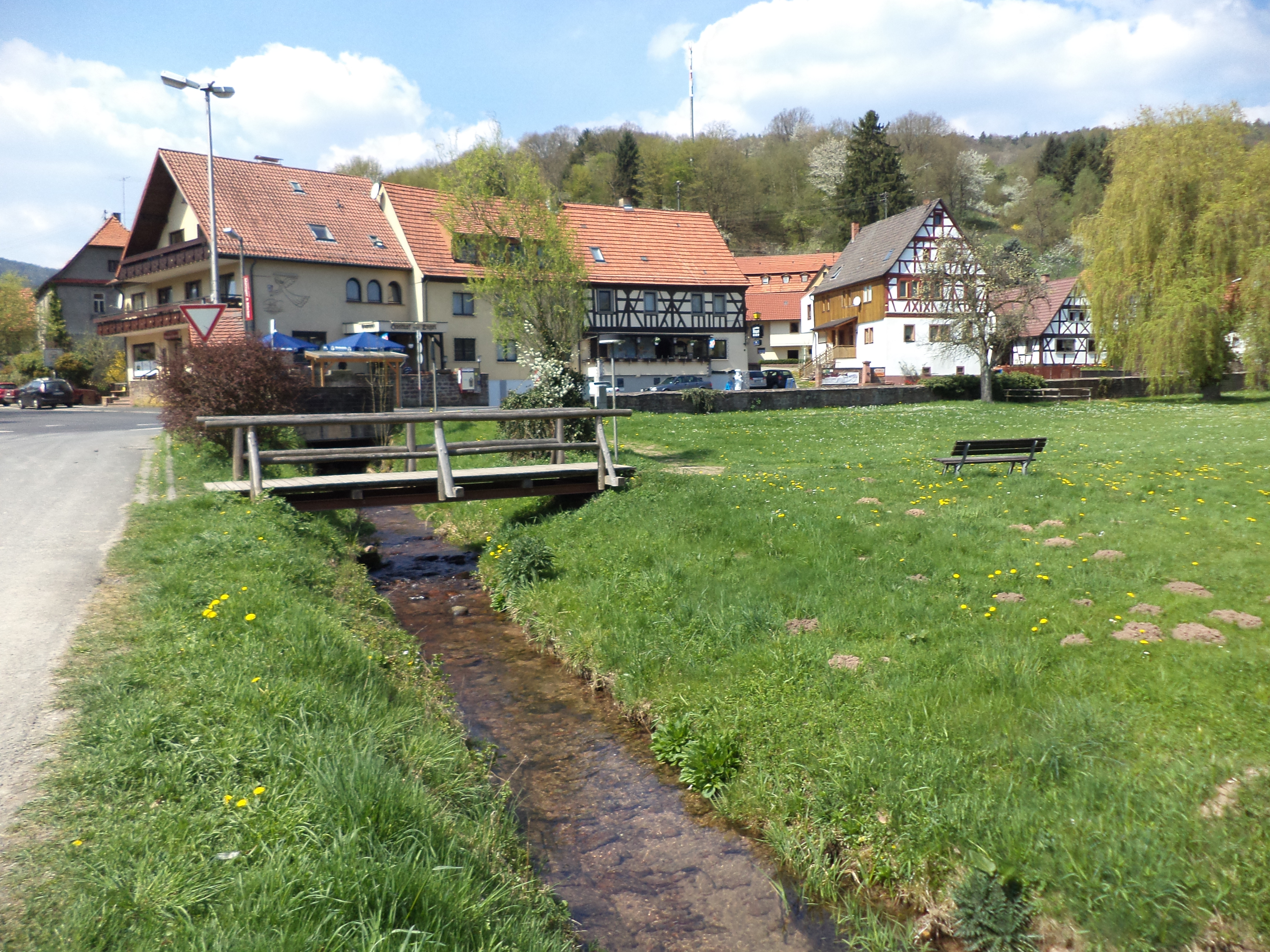

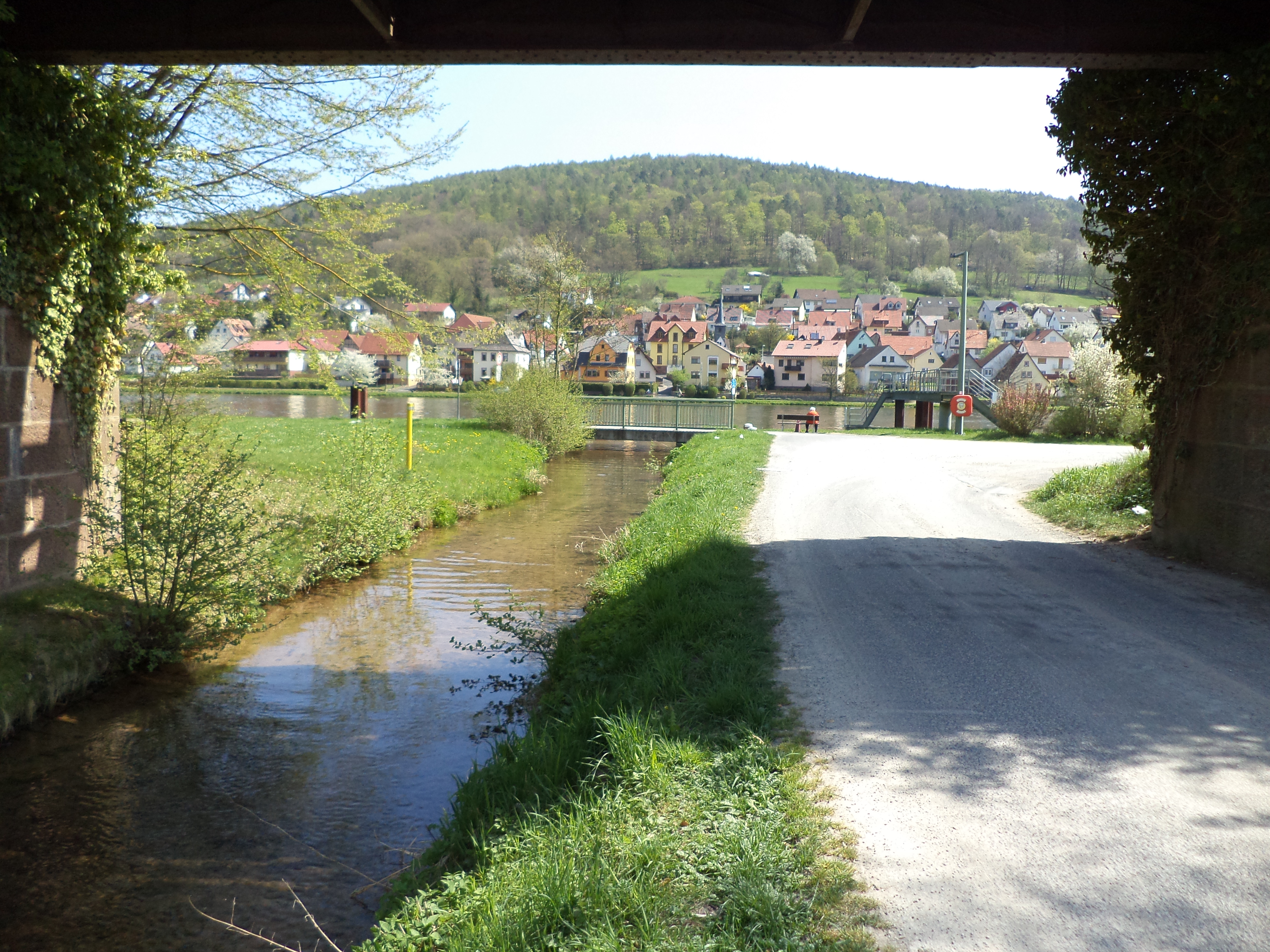

49°55′50.92″N 9°34′19.18″E / 49.9308111°N 9.5719944°E
錫爾伯洛赫巴赫河（德語：Silberlochbach），是德國的河流，位於該國東南部，由巴伐利亞負責管轄，屬於美因河的右支流，河道全長4.1公里，流域面積9.6平方公里。